# Kasimir von Lütgendorf
Kasimir Dominik Freiherr von Lütgendorf (Graz, 31. prosinca 1862. – Beč, 28. srpnja 1958.) je bio austrougarski general i vojni zapovjednik. Tijekom Prvog svjetskog rata zapovijedao je 7. i 31. pješačkom divizijom, te XXI. korpusom na Istočnom, Talijanskom i Rumunjskom bojištu.

## Vojna karijera
Kasimir von Lütgendorf je rođen 31. prosinca 1862. u Grazu. Lütgendorf je prije rata čin general bojnika dostigao u prosincu 1910. godine, dok je u čin podmaršala promaknut u svibnju 1914. godine.

## Prvi svjetski rat
Na početku Prvog svjetskog rata Lütgendorf zapovijeda 7. pješačkom divizijom koja se nalazila se u sastavu 2. armije kojom je zapovijedao Eduard von Böhm-Ermolli. Ubrzo međutim, u rujnu 1914., postaje zapovjednikom posebno formirane Grupe Lütgendorf kojom zapovijeda mjesec dana. U listopadu 1914. preuzima zapovjedništvo nad 31. pješačkom divizijom zamijenivši na tom mjestu nadvojvodu Josefa. Zapovijedajući 31. pješačkom divizijom sudjeluje u Karpatskim ofenzivama, te nakon toga u uspješnoj ofenzivi Gorlice-Tarnow. 
U svibnju 1916. imenovan je zapovjednikom novoformiranog XXI. korpusa na Talijanskom bojištu. Navedeni korpus ušao je u sastav 11. armije kojom je zapovijedao Hermann Kövess, te je zapovijedajući istim sudjelovao u Tirolskoj ofenzivi. Međutim, u listopadu 1916. zajedno sa XXI. korpusom premješten je na Rumunjsko bojište gdje u sastavu 1. armije pod zapovjedništvom Artura Arza von Straussenburga sudjeluje u borbama s rumunjskom i ruskom vojskom. U kolovozu 1917. promaknut je u čin generala pješaštva
U ožujku 1918. XXI. korpus je ponovno premješten na Talijansko bojište u sastav 10. armije gdje Lütgendorf sudjeluje u neuspješnoj Bitci na Piavi. Sa XXI. korpusom ostaje na Talijanskom bojištu sve do kraja rata gdje pred kraj istog sudjeluje u Bitci kod Vittoria Veneta.

## Poslije rata
Nakon završetka rata Lütgendorf je s 1. siječnjem 1919. umirovljen. Preminuo je 28. srpnja 1958. u 96. godini života u Beču.

## Vanjske poveznice
(njem.) Kasimir von Lütgendorf na stranici Weltkriege.at